# Don Carlos Buell
Don Carlos Buell (23 de marzo de 1818 - 19 de noviembre de 1898) fue un oficial de carrera del ejército de los Estados Unidos que luchó en las Guerras Seminolas, la invasión a México y la guerra civil estadounidense.

## Primeros años
Buell nació cerca de Marietta, Ohio, y vivió en Indiana hasta poco antes de comenzar la guerra civil. Se graduó de la academia militar de West Point en 1841 con el rango de teniente segundo de infantería. En la guerra contra México, sirvió bajo Zachary Taylor y Winfield Scott. Fue ascendido tres veces por valentía y resultó herido en la batalla de Churubusco. Entre las guerras sirvió en la oficina del ayudante general del ejército de los Estados Unidos y como ayudante en California.

## Guerra civil
Al comenzar la guerra civil, Buell fue uno de los primeros organizadores del ejército del Potomac y comandó por breve tiempo una de sus divisiones. En noviembre de 1861, reemplazó a William T. Sherman en el comando del departamento de Ohio, el que finalmente sería designado como el ejército de Ohio y luego como el ejército de Cumberland. Allí realizó operaciones en el este de Tennessee, un área de grandes simpatías hacia la Unión y considerada muy importante en los esfuerzos políticos referentes a la guerra. Sin embargo, Buell simplemente sobrepasó sus órdenes y atacó Nashville, la que capturó el 25 de febrero de 1862 con poca oposición. Hay que considerar que en ese momento todos los esfuerzos confederados se concentraban sobre el ejército de Ulysses S. Grant que estaba en campaña para capturar los fuertes Henry y Donelson. El 21 de marzo, Buell fue promovido a mayor general de voluntarios.
En la batalla de Shiloh, Buell reforzó a Grant, ayudando a derrotar a los confederados el 7 de abril de 1862. Buell consideró que su llegada fue la causa principal para que Grant evitara una gran derrota, y Grant, por su parte, desarrolló fuertes celos profesionales contra Buell por considerarlo una amenaza para su futura carrera. Buell continuó en campaña bajo el mando de Henry W. Halleck en la batalla de Corinto. En junio y julio, Buell comenzó un movimiento de distracción con cuatro divisiones hacia Chattanooga, pero su línea de suministros fue interrumpida por la caballería confederada bajo el mando del general Nathan Bedford Forrest, con lo que su intento fracasó.
Buell también se vio involucrado en dificultades políticas durante este período. Algunos nordistas sospechaban que Buell era un simpatizante sureño porque él era uno de los pocos oficiales federales que era dueño de esclavos (heredó a los esclavos de la familia de su esposa). La sospecha continuó cuando Buell instauró una estricta política de no interferencia con los civiles sureños durante sus operaciones en Tennessee y Alabama. Un serio incidente ocurrió el 2 de mayo de 1862, cuando el pueblo de Athens, Alabama, fue saqueado por soldados federales. Buell, célebre por su disciplina de hierro, se enfureció y levantó cargos contra su subordinado en el lugar de los hechos, John B. Turchin. El presidente Abraham Lincoln cedió ante las presiones de los políticos de Tennessee y ordenó al general John H. Thomas que reemplazara a Buell el 30 de septiembre de 1862. Thomas, sin embargo, rehusó el comando. Lincoln echó pie atrás manteniendo a Buell al mando. Turchin evitó la corte marcial y fue promovido luego a brigadier general.
En el otoño de 1862, el general confederado Braxton Bragg invadió Kentucky y Buell fue forzado a retroceder hacia el norte hasta el río Ohio. Buell enfrentó a Bragg en la indecisa batalla de Perryville el 8 de octubre de 1862, que detuvo, sin embargo, la invasión confederada y los forzó a retirarse a Tennessee. Buell, empero, prefirió no perseguir a Bragg en su retirada. A causa de esa decisión fue relevado del mando el 24 de octubre, siendo reemplazado por William S. Rosecrans. Buell pasó el siguiente año y medio en Indianápolis, en una especie de limbo militar, con la esperanza de que una comisión militar lo liberaría de culpa; él argumentaba que no había perseguido a Bragg por falta de suministros. La exoneración nunca llegó y dejó el servicio militar el 23 de marzo de 1864. Aunque se le ofreció un comando por expresa recomendación de Grant, Buell lo rechazó, diciendo que sería degradarse servir bajo Sherman o Canby dado que él tenía mayor antigüedad que ambos. En sus memorias, Grant llamó a esta "la peor excusa que un soldado puede dar para declinar el servicio".

## Posguerra
Luego de la guerra, Buell regresó a vivir en Indiana y luego en Kentucky, trabajando en la industria del hierro y del carbón como presidente de la Compañía de Hierro Río Verde. Entre 1885 y 1889 fue un agente de pensiones del gobierno. Murió en su hogar de Rockport, Kentucky. Está sepultado en el cementerio de Bellefontaine, en San Luis, Misuri.